# Åmnøya
Åmnøya é uma ilha situada no município de Meløy, Nordland na Noruega. A ilha está a oeste do continente, a leste de Bolga, e ao sul de Meløya; também liga-se ao continente por uma série de pequenas pontes sobre várias ilhotas entre Åmnøya e a vila de Engavågen no continente. Localiza-se numa parte muito montanhosa, a maior desta é Risnestinden 648
-metro (2 100 pé).